# Nikola Grubjesic
Nikola Grubjesic, född 29 juni 1984 i Šabac i Jugoslavien (nuvarande Serbien), är en serbisk fotbollsspelare som senast spelade för IF Brommapojkarna i Superettan.
Grubjesic gjorde två mål på 12 matcher för bosniska FK Leotar under 2013. I slutet av mars 2014 värvades Grubjesic av Superettanklubben Syrianska FC.